# Rzędkowice
Rzędkowice – wieś łańcuchowa licząca ponad sto gospodarstw w województwie śląskim, w powiecie zawierciańskim, w gminie Włodowice.

## Położenie
Wieś znajduje się na Wyżynie Częstochowskiej będącej częścią Wyżyny Krakowsko-Częstochowskiej. Znana jest z górującego nad nią wybitnego muru wapiennych ostańców o wysokości do 30 metrów, zwanych Rzędkowickimi Skałami. Na ich ścianach wytyczono wiele dróg wspinaczkowych. Oprócz tego wybitnego skalnego pasma w obrębie wsi znajdują się jeszcze pojedyncze skałki i grupy skałek: Polne Turniczki, Pyrek, Sarnie Skałki, Grzybówka.

## Części wsi
| SIMC    | Nazwa  | Rodzaj    |
| ------- | ------ | --------- |
| 0146809 | Wygoda | część wsi |

## Opis miejscowości
W latach 1975–1998 miejscowość administracyjnie należała do województwa częstochowskiego. W samej wsi znajdują się siedziby kilku szkół wspinania.

## Urodzeni w Rzędkowicach
- Emanuel Homolacs – płk WP, saper; m.in. od 1923 do 1926 szef Inżynierii i Saperów w Dowództwie Okręgu Korpusu Nr IV w Łodzi.